# Plexippus
Plexippus là một chi nhện trong họ Salticidae.

## Hình ảnh

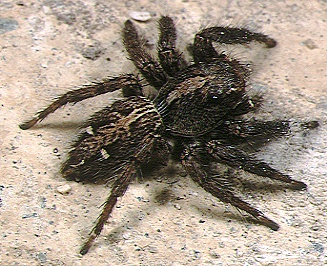
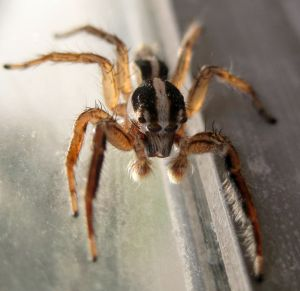
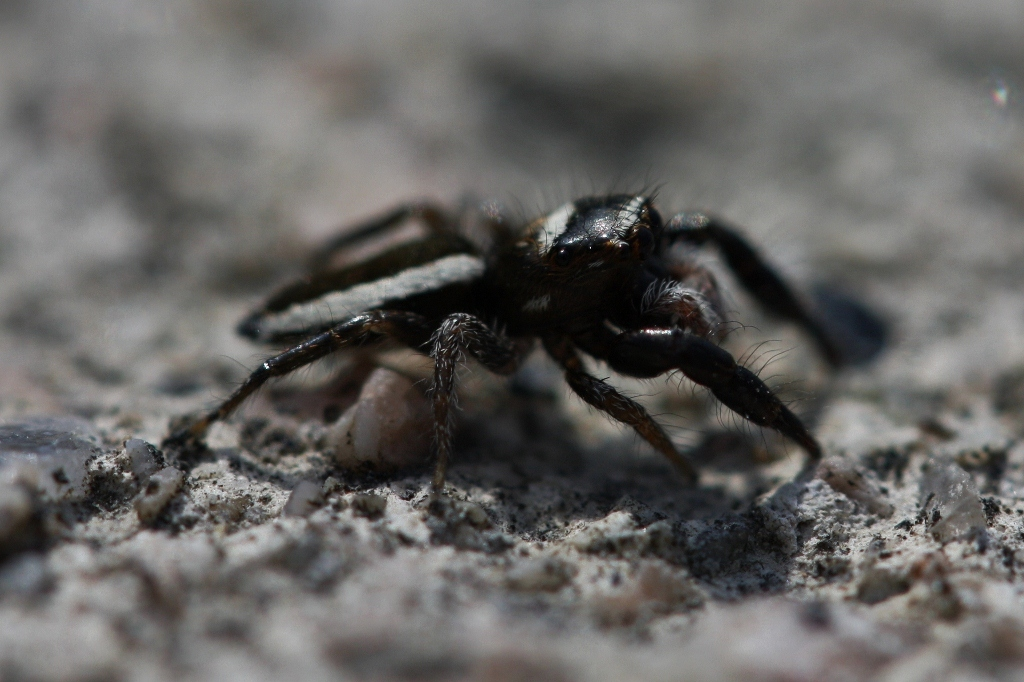
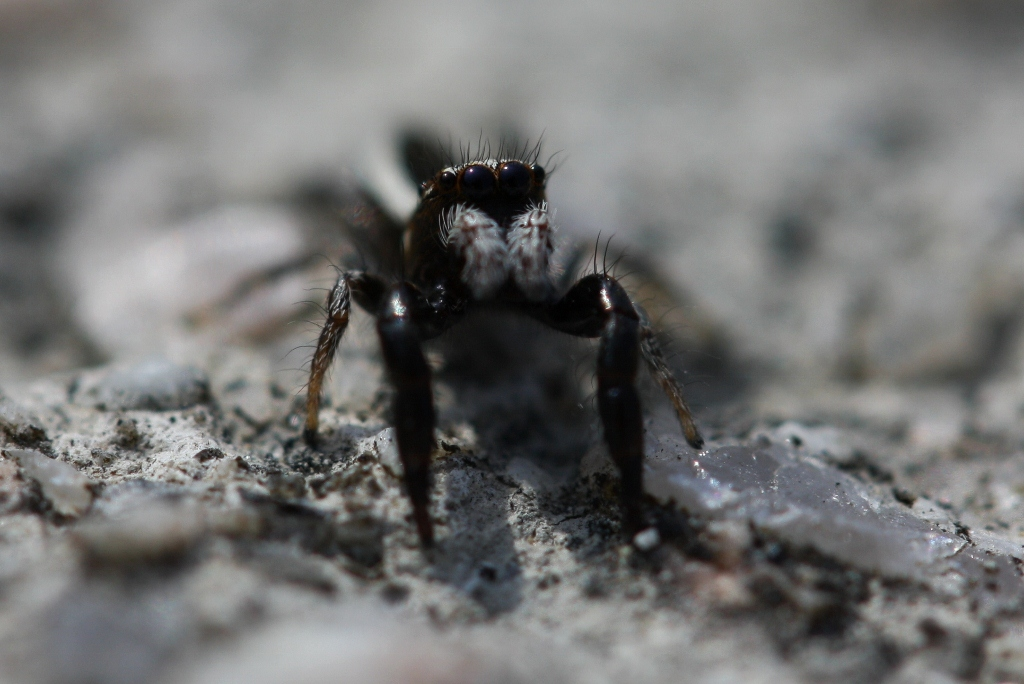